# Повітряні сили Латвії
Військово-повітряні сили Латвії (лат. Latvijas Gaisa spēki) — один із видів збройних сил Латвії. Станом на 2022 рік має чисельність в 550 чоловік

## Структура
Авіаційна база ВПС (лат. Gaisa spēku aviācijas bāze)
- Штаб авіабази (лат. Aviācijas bāzes štābs)
- Ескадрилья спостереження за повітряним простором (лат. Gaisa telpas novērošanas eskadriļa)
- Авіаційна ескадрилья (лат. Aviācijas eskadriļa)
- Дивізіон ППО (лат. Pretgaisa aizsardzības divizions)

## Пункти базування
- ВПБ Лієлварді
- ВПБ Даугавпілс
- ВПБ Резекне

## Бойовий склад
| Позначення формування або частини | Озброєння та оснащення | Місце розташування |
| --------------------------------- | ---------------------- | ------------------ |
| Штаб ВПС Латвії                   |                        | Рига               |

## Техніка та озброєння
Згідно з даними IISS The Military Balance на 2022 рік Військово-повітряні сили Латвії мали у своєму розпорядженні таку техніку
| Найменування            | Країна походження | Фото             | Тип               | Модифікація      | Кількість        | Примітки                     |
| Навчальні літаки        | Навчальні літаки  | Навчальні літаки | Навчальні літаки  | Навчальні літаки | Навчальні літаки | Навчальні літаки             |
| ----------------------- | ----------------- | ---------------- | ----------------- | ---------------- | ---------------- | ---------------------------- |
| Pelegrin Tarragon TR-91 | Латвія            |                  | Легкий навчальний | TR-91            | 2                | отримані 02 грудня 2022 року |
| Транспортні літаки      |                   |                  |                   |                  |                  |                              |
| Ан-2                    | СРСР              |                  | Транспортний      | Ан-2Т            | 4                |                              |
| Гелікоптери             |                   |                  |                   |                  |                  |                              |
| Sikorsky UH-60          | США               |                  | Багатоцільовий    | UH-60M           | 4 (Замовлено)    | 2 отримано                   |

21 червня 2023 року прем'єр-міністр Латвії Кріш'яніс Каріньш заявив про передачу усього флоту радянських гелікоптерів Україні.

## Протиповітряна оборона

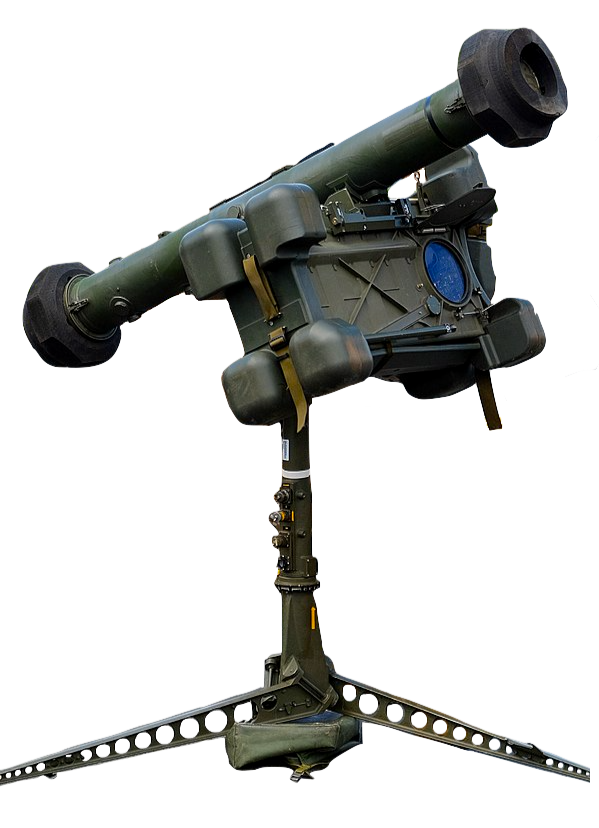
ПЗРК RBS 70 Rayrider

Шведський універсальний переносний зенітно-ракетний комплекс (ПЗРК) RBS 70 Rayrider, призначений для ураження повітряних цілей (гелікоптерів та літаків) противника, що низько летять. Розроблено у Швеції компанією Bofors Defence (нині Saab Bofors Dynamics). Поставлено ВПС Латвії у кількості 18 одиниць.
Також на озброєнні знаходились ПЗРК FIM-92 Stinger та 24 одиниці 40mm зенітних гармат L/70. 21 червня 2023 року прем'єр-міністр Латвії Кріш'яніс Каріньш заявив про передачу Україні усіх наявних "Стінгерів".

## Розпізнавальні знаки

Розпізнавальний знак ВПС Латвії

### Еволюція розпізнавальних знаків
| Розпізнавальний знак | Знак на фюзеляж | Знак на кіль | Коли використовувався | Порядок нанесення |
| -------------------- | --------------- | ------------ | --------------------- | ----------------- |
|                      | нема            |              | 1919                  |                   |
|                      |                 |              | 1919                  |                   |
|                      |                 |              | 1919 — 1940           |                   |
|                      |                 | нема         | з 1992 року по тепер  |                   |

## Знаки розрізнення
| Офіцери                                      | Офіцери                            | Офіцери                     | Офіцери                              | Офіцери             | Офіцери                                             | Офіцери        | Офіцери           | Офіцери                         | Офіцери             |
|                                              | генерали                           | генерали                    | генерали                             | старші офіцери      | старші офіцери                                      | старші офіцери | молодші офіцери   | молодші офіцери                 | молодші офіцери     |
| -------------------------------------------- | ---------------------------------- | --------------------------- | ------------------------------------ | ------------------- | --------------------------------------------------- | -------------- | ----------------- | ------------------------------- | ------------------- |
| Погони до повсякденної/ польової форми одягу |                                    |                             |                                      |                     |                                                     |                |                   |                                 |                     |
| Звання                                       | Генерал-лейтенант Ģenerālleitnants | Генерал-майор Ģenerālmajors | Бригадний генерал Brigādes Ģenerālis | Полковник Pulkvedis | Полковник-лейтенант (підполковник) Pulkvežleitnants | Майор Majors   | Капітан Kapteinis | Старший лейтенант Virsleitnants | Лейтенант Leitnants |
| Код НАТО                                     | OF-8                               | OF-7                        | OF-6                                 | OF-5                | OF-4                                                | OF-3           | OF-2              | OF-1                            | OF-1                |

| Рядовий склад                                | Рядовий склад                         | Рядовий склад                          | Рядовий склад                   | Рядовий склад                   | Рядовий склад    | Рядовий склад   | Рядовий склад                  | Рядовий склад    |
|                                              | сержанти                              | сержанти                               | сержанти                        | сержанти                        | сержанти         | рядові          | рядові                         | рядові           |
| -------------------------------------------- | ------------------------------------- | -------------------------------------- | ------------------------------- | ------------------------------- | ---------------- | --------------- | ------------------------------ | ---------------- |
| Погони до повсякденної/ польової форми одягу |                                       |                                        |                                 |                                 |                  |                 |                                |                  |
| Звання                                       | Сержант-майор Augstākais virsseržants | Майстер-сержант Galvenais virsseržants | Штаб-сержант Štāba virsseržants | Сержант 1-го класу Virsseržants | Сержант Seržants | Капрал Kaprālis | Рядовий 1-го класу Dižkareivis | Рядовий Kareivis |
| Код НАТО                                     | OR-9                                  | OR-8                                   | OR-7                            | OR-6                            | OR-5             | OR-4            | OR-3                           | OR-1             |